# Poddębice
Poddębice [pod-ďembice] (německy Poddembitz, v letech 1943–1945 Wandalenbrück) jsou město v Polsku v Lodžském vojvodství, správní středisko stejnojmenného okresu a stejnojmenné městsko-vesnické gminy. Nachází se asi 39 km severozápadně od Lodže a asi 165 km jihozápadně od Varšavy. V roce 2024 zde žilo 6 720 obyvatel.

## Poloha
Městem protéká řeka Ner, která je pravostranným přítokem Warty. Jižně od Poddębic se do Neru vlévají dvě řeky: Pisia a Beldówka. Procházejí tudy státní silnice 72 a vojvodská silnice 703, poměrně blízko na severovýchod od města prochází dálnice A2. 
Sousedními městy jsou Aleksandrów Łódzki, Dobra, Łęczyca, Lutomiersk, Parzęczew, Szadek, Warta a Uniejów.

## Památky
- Kostel sv. Kateřiny Alexandrijské
- Renesanční palác rodu Grudzińských z roku 1617